# Црква брвнара Светог Илије у Смедеревској Паланци
Црква брвнара Светог Илије у Смедеревској Паланци се данас налази у централном делу градског гробља, подигнута је у периоду од 1827. до 1828. године, захваљујући најпре средствима кнеза Милоша Обреновића. Представља једну од ретких варошких цркава брвнара, која је до 1906. године налазила у центру Смедеревске Паланке, када је крајем 19. века након изградње новог храма у порти посвећеног Преображењу Христовом, црква брвнара пренета на варошко гробље. Црква се убраја у непокретна културна добра као споменик културе од великог значаја.

## Изглед
Црква је једнобродне је основе са полигоналном олтарском апсидом, без трема. По површини ово је највећа сачувана црква брвнара без трема у Србији. Просторно је подељена на олтарски простор, наос и припрату. Саграђена је од храстове грађе, на темељима од притесаног камена. Кров је низак, са широком стрехом. Некада је био покривен ћерамидом, коју је касније заменио бибер цреп, а данас је на крову ћерамида индустријске производње.
Унутрашњост цркве је засведена коритастим сводом од профилисаног шашовца. Под је од опеке квадратног формата. Талпе цркве су у угловима обележене зарезима који су помогли да се црква након расклапања и пресељења на гробље поново склопи.
У цркви је аутентичан иконостас из тридесетих година 19. века. Све иконе на иконостасу, изузев царских двери, рад су Јање Молера. Од вредних покретних предмета у цркви се чува свећњак израђен у једном комаду дрвета, бакарни крст и велики чираци од кованог гвожђа.